# Kaufkraft (Konsum)

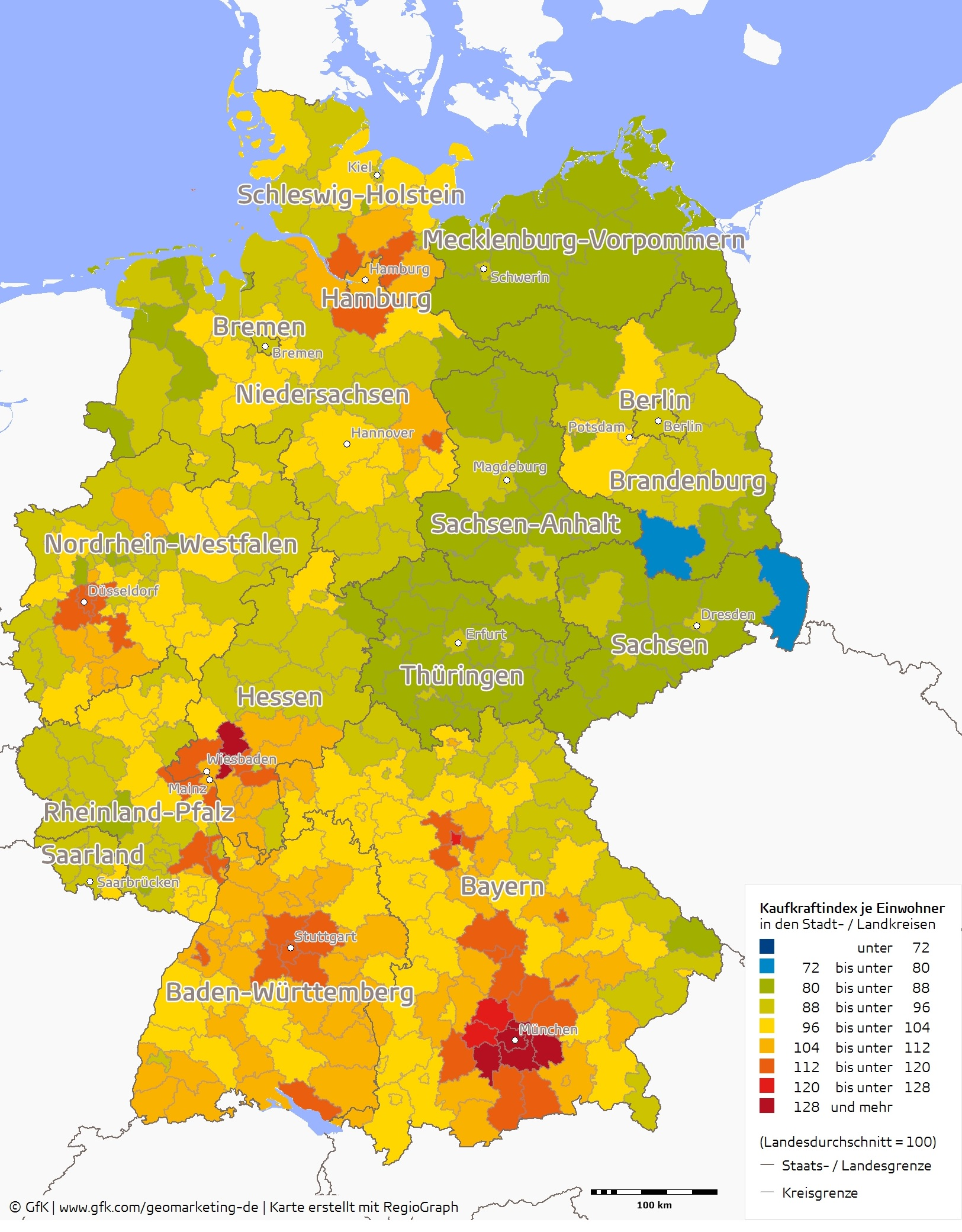
GfK Kaufkraftkarte Deutschland 2018 auf Kreisebene

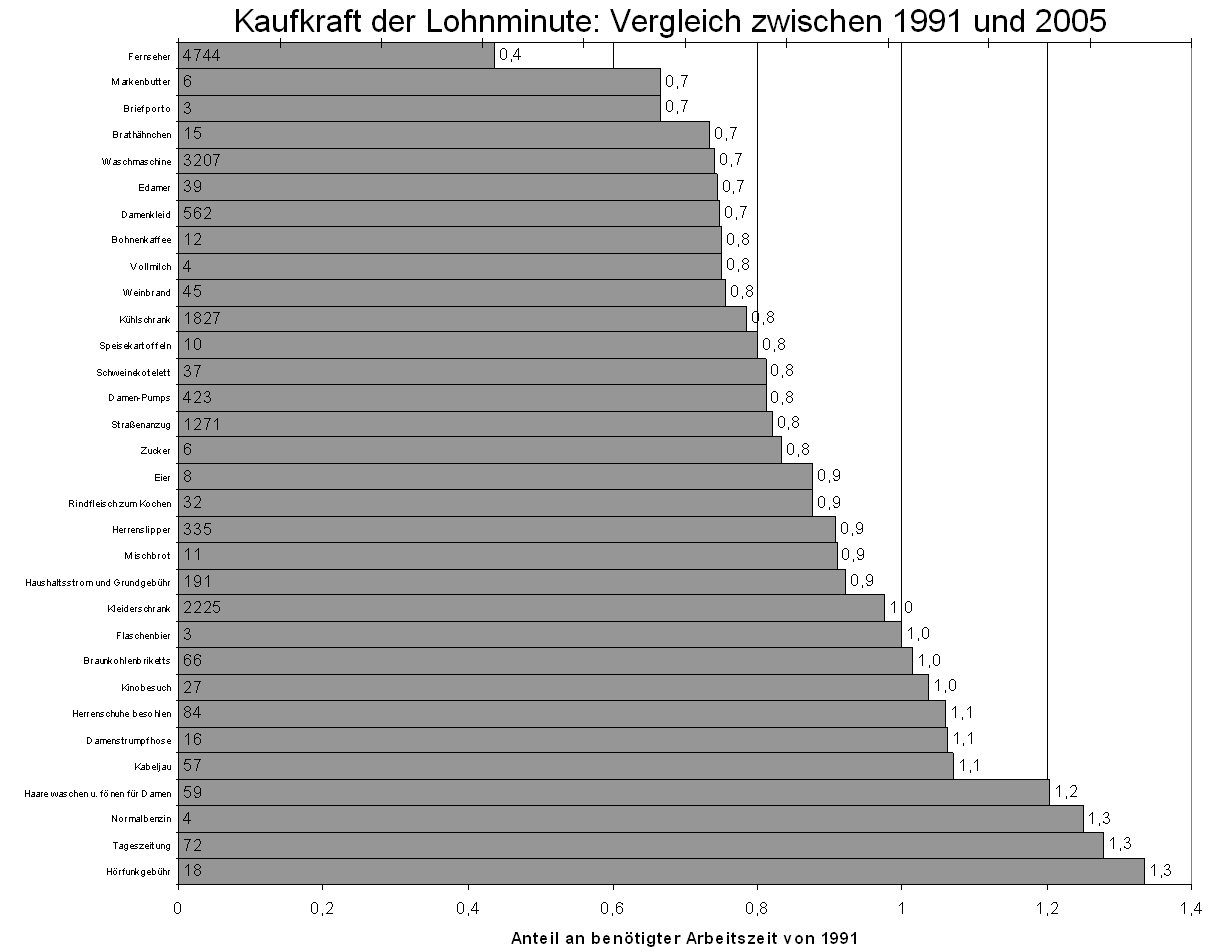
Zusammenhang zum Lebensstandard: Entwicklung der Kaufkraft der Lohnminute in Deutschland von 1991 zu 2005

Als Kaufkraft (selten Einkaufskraft) der Verbraucherhaushalte wird das in privaten Haushalten für Konsumzwecke verfügbare Einkommen bezeichnet, also derjenige Betrag, der pro Haushalt vom Einkommen verbleibt, nachdem alle regelmäßig wiederkehrenden Zahlungsverpflichtungen (zum Beispiel Wohnungsmieten, Kreditraten, Versicherungsprämien) bedient wurden. Die Kaufkraft kann sich somit entweder auf das monatliche Einkommen oder auch auf das Jahreseinkommen einer Person oder eines Haushalts beziehen. Abhängig vom Zeitpunkt und Ort der Befragung gehört sie in verschiedenen Ländern zu den wichtigsten Sorgen der Bevölkerung.

## Begrifflichkeiten
Die Kaufkraft eines Privathaushalts ist nicht allein an die Erwerbstätigkeit der Haushaltsmitglieder geknüpft, sondern unterliegt auch deutlichen regionalen Unterschieden. Diese Unterschiede sind von großer Bedeutung für die Konsumgüterindustrie, die ihr Angebot an die in einer bestimmten Region vorliegende Kaufkraft anpassen muss, um nicht an den Bedürfnissen des Marktes vorbei zu produzieren. 
Die Kaufkrafttheorie ist ein Ansatz in der ökonomischen Theorie darüber, wie sich Lohnerhöhungen auswirken. Das verfügbare Einkommen der privaten Haushalte stellt einen besonders aussagefähigen Indikator für den (monetären) Wohlstand der Bevölkerung dar und ist als der Betrag zu verstehen, der den in einer bestimmten Region lebenden Menschen für Konsumzwecke oder zur Ersparnisbildung zur Verfügung steht. Das verfügbare Einkommen ergibt sich aus den empfangenen Primäreinkommen nach Abzug der geleisteten laufenden Transferzahlungen und nach Hinzufügung der empfangenen laufenden Transfereinkommen. Allerdings sollte das verfügbare Einkommen nicht pauschal mit dem Begriff „Kaufkraft“ gleichgesetzt werden, da Kaufkraft neben dem nominellen Geldbetrag (Nominallohn) prinzipiell auch das Preisniveau berücksichtigen müsste (Reallohn), während das verfügbare Einkommen als reiner nominaler Geldbetrag grundsätzlich keine Preisunterschiede berücksichtigt. 
Für den Einzelhandel spielt neben der Kaufkraft auch die Zentralität eine wichtige Rolle. Die Zentralitätskennziffer errechnet sich aus dem Verhältnis der Kaufkraftkennziffer (Kaufkraft im Vergleich zum Bundesdurchschnitt) zur Umsatzkennziffer (Einzelhandelsumsatz im Vergleich zum Bundesdurchschnitt).

## Einzelhandelsrelevante Kaufkraft
Die einzelhandelsrelevante Kaufkraft setzt sich aus dem verfügbaren Nettoeinkommen eines Privathaushalts zuzüglich der Entnahme aus Ersparnissen und der Aufnahme von Konsumkrediten, abzüglich der Bildung von Ersparnissen, der Tilgung von Krediten, der Kosten und Nebenkosten für Altersvorsorge, Reisen, Reparaturen, Versicherungsprämien, Wohnung und sonstigen Dienstleistungen zusammen. Zum Nettoeinkommen gehören auch Transferzahlungen wie Arbeitslosengeld, Arbeitslosenhilfe, Ausbildungsförderung, Renten oder Sozialhilfe. 

## Kaufkraftindex
Kaufkraftindex (auch: Kaufkraftzahl oder Kaufkraftkennziffer) einer Region (Bundesland, Bezirk, Gemeinde, Postleitzahlgebiet und so fort) gibt das Kaufkraftniveau dieser Region pro Einwohner oder Haushalt im Vergleich zum nationalen Durchschnitt an. Der nationale Durchschnitt hat dabei den Normwert 100. Beträgt der Kaufkraftindex je Einwohner einer Region zum Beispiel 84, so liegt er unterhalb des Durchschnitts – die Einwohner in dieser Region verfügen im Mittel nur über 84 Prozent der durchschnittlichen Kaufkraft.
Neben Regionen eines Landes können auch Länder selbst bezüglich ihrer Kaufkraft verglichen werden.
Mit einem Kaufkraftindex von 203,8 im Jahr 2020 verfügt die Stadt Königstein im Taunus über den höchsten Wert in Deutschland.

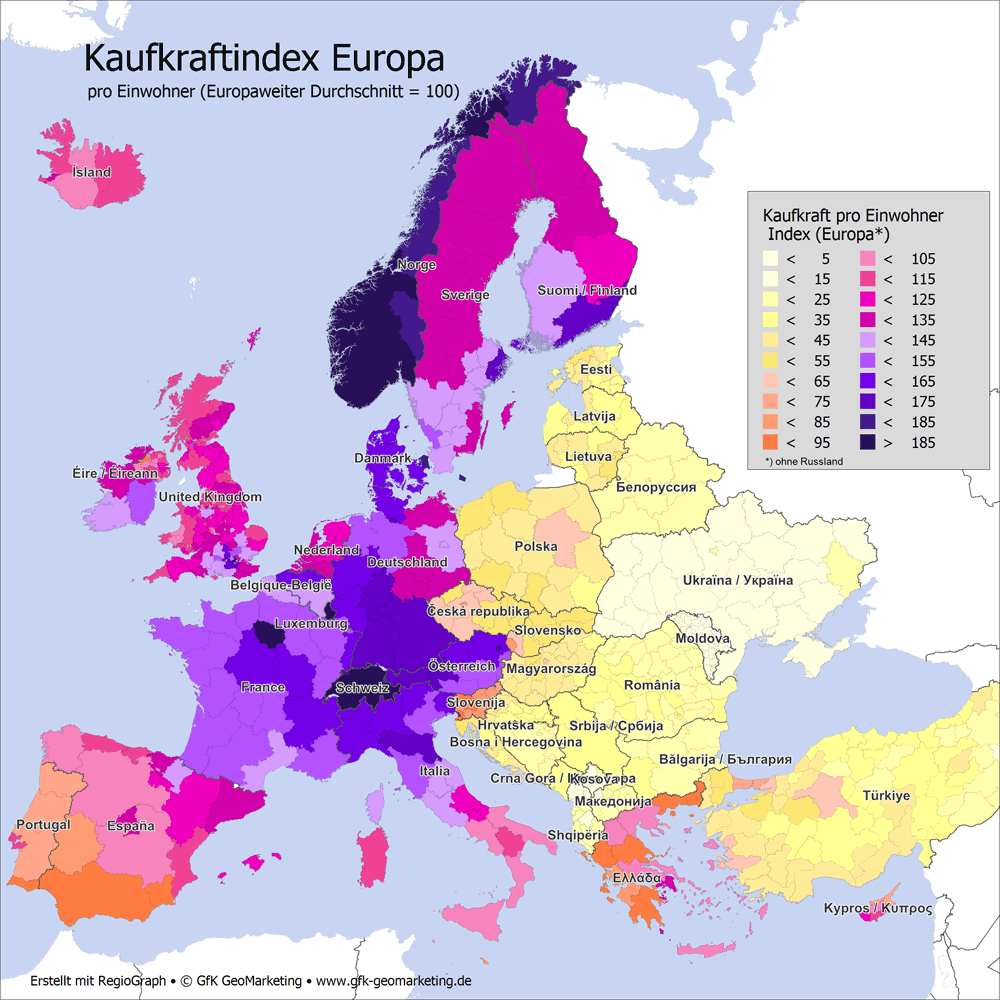
Pro-Einwohner-Kaufkraftindex in Europa (2010) auf Ebene der ersten administrativen Untergliederung der Staaten (ohne Russland)

| Rang | Gebietskörperschaft        | Land              | Kaufkraft in Euro je Einwohner | Kaufkraftindex |
| ---- | -------------------------- | ----------------- | ------------------------------ | -------------- |
| 1    | Landkreis Starnberg        | Bayern            | 33.363                         | 141,1          |
| 2    | Landkreis München          | Bayern            | 32.031                         | 135,5          |
| 3    | Hochtaunuskreis            | Hessen            | 31.873                         | 134,8          |
| 4    | Landeshauptstadt München   | Bayern            | 31.385                         | 132,8          |
| 5    | Main-Taunus-Kreis          | Hessen            | 30.605                         | 129,5          |
| 6    | Landkreis Ebersberg        | Bayern            | 30.555                         | 129,3          |
| 7    | Landkreis Fürstenfeldbruck | Bayern            | 28.753                         | 121,6          |
| 8    | Landkreis Dachau           | Bayern            | 28.701                         | 121,4          |
| 9    | Stadt Erlangen             | Bayern            | 28.230                         | 119,4          |
| 10   | Landkreis Böblingen        | Baden-Württemberg | 28.182                         | 119,2          |

| Rang | Land                   | Kaufkraft in Euro je Einwohner | Kaufkraftindex |
| ---- | ---------------------- | ------------------------------ | -------------- |
| 1    | Bayern                 | 25.770                         | 109,0          |
| 2    | Hamburg                | 25.607                         | 108,3          |
| 3    | Baden-Württemberg      | 25.487                         | 107,8          |
| 4    | Hessen                 | 24.648                         | 104,3          |
| 5    | Schleswig-Holstein     | 23.462                         | 99,3           |
| 6    | Nordrhein-Westfalen    | 23.270                         | 98,4           |
| 7    | Rheinland-Pfalz        | 23.119                         | 97,8           |
| 8    | Niedersachsen          | 23.112                         | 97,8           |
| 9    | Saarland               | 22.222                         | 94,0           |
| 10   | Brandenburg            | 21.936                         | 92,8           |
| 11   | Berlin                 | 21.829                         | 92,4           |
| 12   | Bremen                 | 21.258                         | 89,9           |
| 13   | Sachsen                | 20.638                         | 87,3           |
| 14   | Thüringen              | 20.519                         | 86,8           |
| 15   | Sachsen-Anhalt         | 20.409                         | 86,3           |
| 16   | Mecklenburg-Vorpommern | 20.387                         | 86,3           |

| Rang | Stadt             | Land                | Kaufkraft in Euro je Einwohner | Kaufkraftindex |
| ---- | ----------------- | ------------------- | ------------------------------ | -------------- |
| 1    | München           | Bayern              | 31.385                         | 132,8          |
| 2    | Düsseldorf        | Nordrhein-Westfalen | 27.416                         | 116,0          |
| 3    | Stuttgart         | Baden-Württemberg   | 26.592                         | 112,5          |
| 4    | Frankfurt am Main | Hessen              | 26.379                         | 111,6          |
| 5    | Hamburg           | Hamburg             | 25.607                         | 108,3          |
| 6    | Köln              | Nordrhein-Westfalen | 24.807                         | 105,0          |
| 7    | Essen             | Nordrhein-Westfalen | 22.551                         | 95,4           |
| 8    | Berlin            | Berlin              | 21.829                         | 92,4           |
| 9    | Dresden           | Sachsen             | 21.733                         | 91,9           |
| 10   | Bremen            | Bremen              | 21.678                         | 91,7           |

| Rang | Staat         | Kaufkraft in Euro je Einwohner | Kaufkraftindex |
| ---- | ------------- | ------------------------------ | -------------- |
| 1    | Liechtenstein | 64.240                         | 462,4          |
| 2    | Schweiz       | 41.998                         | 302,3          |
| 3    | Luxemburg     | 34.119                         | 245,6          |
| 4    | Island        | 28.155                         | 202,6          |
| 5    | Norwegen      | 27.893                         | 185,0          |
| 6    | Dänemark      | 25.176                         | 181,2          |
| 7    | Österreich    | 23.585                         | 169,7          |
| 8    | Deutschland   | 22.388                         | 161,1          |
| 9    | Irland        | 21.030                         | 151,4          |
| 10   | Schweden      | 20.882                         | 150,3          |

Die Berechnung des Kaufkraftindex basiert im Wesentlichen auf Lohn- und Einkommensstatistiken, das heißt auf Daten der Finanzämter und auf Daten im Zusammenhang mit staatlichen Transferleistungen (Arbeitslosen- und Kindergeldzahlungen, Familienbeihilfe, Pensionen etc.). Erfasst werden alle Einkommen aus selbständiger und unselbständiger Arbeit, Einkommen aus Vermietung und Verpachtung, Zins- und Kapitaleinkommen. Abzugsseitig werden Steuern, Pflichtversicherungen, Ansparen sowie Kreditrückzahlungen berücksichtigt.